# Список эпизодов мультсериала «Человек-паук» (1967)
«Человек-паук» — американский мультсериал о супергерое издательства Marvel Comics Человеке-пауке. Первый сезон был снят компанией Grantray-Lawrence Animation, второй и третий сезоны были сняты компанией Krantz Animation, Inc. и созданы продюсером Ральфом Бакши в Нью-Йорке.
Шоу впервые вышло в эфир на телеканале ABC 9 сентября 1967 года, но с началом третьего сезона перешло в синдикацию. Сериал длился три сезона и завершился 14 июня 1970 года, всего было выпущено 52 эпизода. Многие из 30-минутных эпизодов первого и третьего сезонов были разделены на два 15-минутных сюжетных сегмента.

## Обзор
| Сезон | Серии | Серии | Даты показа       | Даты показа     |
| Сезон | Серии | Серии | Первая серия      | Последняя серия |
| ----- | ----- | ----- | ----------------- | --------------- |
| 1     | 20    | 20    | сентябрь 9, 1967  | январь 20, 1968 |
| 2     | 19    | 19    | сентябрь 14, 1968 | январь 18, 1969 |
| 3     | 13    | 13    | март 22, 1970     | июнь 14, 1970   |

## Эпизоды

### Сезон 1 (1967—68)
| № общий | № сезона | № серии | Название                                                                  | Дата премьеры     | Произв. код |
| --- | -------- | ------- | ------------------------------------------------------------------------- | ----------------- | ----------- |
| 1a | 1a       | 1       | «Сила Доктора Осьминога» «The Power of Dr. Octopus»                       | сентябрь 9, 1967  | 01          |
| Человеку-Пауку нужно помешать планам Доктора Осьминога. |          |         |                                                                           |                   |             |
| 1b | 1b       | 2       | «Суб-ноль для Паука» «Sub-Zero for Spidey»                                | сентябрь 9, 1967  | 01          |
| Наш герой встречается с существами с Плутона. |          |         |                                                                           |                   |             |
| 2a | 2a       | 3       | «Где ползает Ящерица» «Where Crawls the Lizard»                           | сентябрь 16, 1967 | 02          |
| Человек-Паук отправляется на Амазонку, чтобы расследовать дело о таинственном Ящере. Оказывается, что учёный Курт Коннорс изготовил сыворотку, превратившую его в монстра.                                                                           |          |         |                                                                           |                   |             |
| 2b | 2b       | 4       | «Электро — Человек-молния» «Electro, the Human Lightning Bolt»            | сентябрь 16, 1967 | 02          |
| Супер-злодей Электро грабит ювелирные магазины, подставляя Человека-Паука. Тот, в свою очередь, изобретает новый вид паутины, непронимцаемой для электрических разрядов злодея.                                                                      |          |         |                                                                           |                   |             |
| 3 | 3        | 5       | «Угроза Мистерио» «The Menace of Mysterio»                                | сентябрь 23, 1967 | 03          |
| Супер-злодей Мистерио совершает ограбления под видом Человека-Паука. |          |         |                                                                           |                   |             |
| 4a | 4a       | 6       | «Падает небо» «The Sky is Falling»                                        | сентябрь 30, 1967 | 04          |
| Город атакует Стервятник и его стая. |          |         |                                                                           |                   |             |
| 4b | 4b       | 7       | «Пойман Человек-паук» «Captured by J. Jonah Jameson»                      | сентябрь 30, 1967 | 04          |
| Генри Смайт создаёт робота-охотника для Джеймсона, чтобы поймать Человека-Паука. |          |         |                                                                           |                   |             |
| 5a | 5a       | 8       | «Никогда не наступай на Скорпиона» «Never Step on a Scorpion»             | октябрь 7, 1967   | 05          |
| Дж. Дж. Джеймсон нанимает Скорпиона, созданного доктором Стилвеллом, чтобы поймать Человека-Паука, но злодей перестаёт их слушаться. Теперь он хочет использовать свою силу, чтобы устранить не только Паука, но и самого Джеймсона.                 |          |         |                                                                           |                   |             |
| 5b | 5b       | 9       | «Песок преступления» «Sands of Crime»                                     | октябрь 7, 1967   | 05          |
| В пляже объявляется новый злодей по прозвищу Песочный Человек и начинает грабить. |          |         |                                                                           |                   |             |
| 6a | 6a       | 10      | «Диета разрушения» «Diet of Destruction»                                  | октябрь 14, 1967  | 06          |
| В городе появляется робот-разрушитель, поедающий металл. |          |         |                                                                           |                   |             |
| 6b | 6b       | 11      | «Час колдуна» «The Witching Hour»                                         | октябрь 14, 1967  | 06          |
| Зелёный Гоблин хочет найти заклинания из книг волшебника Грандини. Он посылает письмо с одним из них в «Daily Bugle». Дж. Дж. Джеймсон читает его и впадает в транс. И снова здесь появляется наш герой — Человек-Паук.                              |          |         |                                                                           |                   |             |
| 7a | 7a       | 12      | «Киловатт маньяк» «Kilowatt Kaper»                                        | октябрь 21, 1967  | 07          |
| Электро сбегает из тюрьмы, чтобы вновь забрать всю электроэнергию в городе. Человек-Паук должен остановить злодея. |          |         |                                                                           |                   |             |
| 7b | 7b       | 13      | «Парафино угрожает» «The Peril of Parafino»                               | октябрь 21, 1967  | 07          |
| Человек-Паук встречается с Парафино — супер-злодеем, лучшим восковым мастером. |          |         |                                                                           |                   |             |
| 8 | 8        | 14      | «Рог Носорога» «Horn of the Rhino»                                        | октябрь 28, 1967  | 08          |
| Человек-Паук сражается с грозным врагом — Носорогом, который с помощью нового совершенного оружия хочет уничтожить мир. |          |         |                                                                           |                   |             |
| 9a | 9a       | 15      | «Одноглазый идол» «The One-Eyed Idol»                                     | ноябрь 4, 1967    | 09          |
| Джеймсону присылают идола. Неожиданно его деньги из сейфа исчезают. Он обвиняет в происшествии Бетти Брант. Человек-Паук расследует дело. |          |         |                                                                           |                   |             |
| 9b | 9b       | 16      | «Призрак с Пятой Авеню» «Fifth Avenue Phantom»                            | ноябрь 4, 1967    | 09          |
| Человек-Паук видит злодея, называемого Призрак, на Пятой Авеню и пытается расследовать дело. |          |         |                                                                           |                   |             |
| 10a | 10a      | 17      | «Месть доктора Магнето» «The Revenge of Dr. Magneto»                      | ноябрь 11, 1967   | 10          |
| Человек-Паук сражается с доктором Магнето, мастером магнетизма. |          |         |                                                                           |                   |             |
| 10b | 10b      | 18      | «Зловредный премьер-министр» «The Sinister Prime Minister»                | ноябрь 11, 1967   | 10          |
| Человек-Паук расследует дело о пропавшем премьер-министре Рутании. |          |         |                                                                           |                   |             |
| 11a | 11a      | 19      | «Ночь негодяев» «The Night of the Villains»                               | ноябрь 18, 1967   | 11          |
| Ужасная ночь для Человека-Паука: он повсюду видит великих исторических злодеев. Вскоре становится ясно, что в этом деле замешан Парафино. |          |         |                                                                           |                   |             |
| 11b | 11b      | 20      | «Явленье мисс Траббл» «Here Comes Trubble»                                | ноябрь 18, 1967   | 11          |
| Наш герой видит древнегреческих существ, обворовывающих музеи. Затем встречает таинственную женщину мисс Траббл, которая замешана в этих преступлениях.                                                                                              |          |         |                                                                           |                   |             |
| 12a | 12a      | 21      | «Человек-Паук и Доктор Никтоу» «Spider-Man Meets Doctor Noah Boddy»       | ноябрь 25, 1967   | 12          |
| Доктор Никтоу подставляет Дж. Дж. Джеймсона в кражах, но тот обвиняет Человека-Паука. Доктору Никтоу не нравится, что вся слава достаётся Пауку и решает показать Джеймсону свои силы. Человек-Паук должен остановить злодея!                        |          |         |                                                                           |                   |             |
| 12b | 12b      | 22      | «Фантастический факир» «The Fantastic Fakir»                              | ноябрь 25, 1967   | 12          |
| Человек-Паук должен найти злодея, укравшего рубин Джин Джамира. |          |         |                                                                           |                   |             |
| 13a | 13a      | 23      | «Возвращение Летучего голландца» «Return of the Flying Dutchman»          | декабрь 2, 1967   | 13          |
| Мистерио использует иллюзию Летучего голландца, знаменитого корабля-призрака, чтобы пугать им людей. |          |         |                                                                           |                   |             |
| 13b | 13b      | 24      | «Прощальное представление» «Farewell Performance»                         | декабрь 2, 1967   | 13          |
| «Призраки» мешают снести здание театра «Замок». Кто они и что им нужно? |          |         |                                                                           |                   |             |
| 14a | 14a      | 25      | «Золотой Носорог» «The Golden Rhino»                                      | декабрь 9, 1967   | 14          |
| Носорог украл много золота, чтобы поставить себе памятник. Человек-Паук должен остановить злодея и вернуть украденное золото. |          |         |                                                                           |                   |             |
| 14b | 14b      | 26      | «Схема преступления» «Blueprint for Crime»                                | декабрь 9, 1967   | 14          |
| Человеку-Пауку не удаётся остановить ограбление, и воры Бизон и Ковбой уходят с ценными чертежами, нужными их боссу. Однако нашему герою удаётся отнять один из чертежей.                                                                            |          |         |                                                                           |                   |             |
| 15a | 15a      | 27      | «Паук и Муха» «The Spider and the Fly»                                    | декабрь 16, 1967  | 15          |
| Человек-Паук должен остановить воров, одевшихся в костюмы мух. |          |         |                                                                           |                   |             |
| 15b | 15b      | 28      | «Скользкий Доктор Фон Шлык» «The Slippery Doctor Von Schlick»             | декабрь 16, 1967  | 15          |
| Доктор Шлык используют украденные им жидкие нефтепродукты, чтобы создать «Тиний-007» — оружие, которое «позволит завладеть Вселенной». |          |         |                                                                           |                   |             |
| 16a | 16a      | 29      | «Добыча Стервятника» «The Vulture's Prey»                                 | декабрь 23, 1967  | 16          |
| Дж. Дж. Джеймсон находит логово Стервятника и тут же становится его пленником. Супер-злодей использует Джеймсона, чтобы узнать информацию, которая поможет ему воровать.                                                                             |          |         |                                                                           |                   |             |
| 16b | 16b      | 30      | «Тёмные терроры» «The Dark Terrors»                                       | декабрь 23, 1967  | 16          |
| Злодей Призрак вернулся. Теперь он создаёт тени, чтобы воровать ими. |          |         |                                                                           |                   |             |
| 17a | 17a      | 31      | «Страшный триумф Доктора Осьминога» «The Terrible Triumph of Dr. Octopus» | декабрь 30, 1967  | 17          |
| Доктор Осьминог похищает ракету «Аннулятор» — новое изобретение мистера Смартера. |          |         |                                                                           |                   |             |
| 17b | 17b      | 32      | «Волшебная злоба» «Magic Malice»                                          | декабрь 30, 1967  | 17          |
| Зелёный Гоблин изучает заклинания из книги Блэквелла для своих злобных дел, а также крадёт волшебные трость и накидку фокусника. |          |         |                                                                           |                   |             |
| 18a | 18a      | 33      | «Фонтан страха» «Fountain of Terror»                                      | январь 6, 1968    | 18          |
| Доктор Коннорс нашёл родник молодости, но во время его исследований возникли непредвиденные обстоятельства. |          |         |                                                                           |                   |             |
| 18b | 18b      | 34      | «Кутёж скрипача» «Fiddler on the Loose»                                   | январь 6, 1968    | 18          |
| Скрипач с волшебной скрипкой. |          |         |                                                                           |                   |             |
| 19a | 19a      | 35      | «Поймать Паука» «To Catch a Spider»                                       | январь 13, 1968   | 19          |
| Доктор Невидимка освобождает из тюрьмы Электро, Зелёного Гоблина и Стервятника. Вместе они хотят жестоко отомстить Человеку-Пауку за то, что он когда-то посадил их за решётку.                                                                      |          |         |                                                                           |                   |             |
| 19b | 19b      | 36      | «Двойная идентичность» «Double Identity»                                  | январь 13, 1968   | 19          |
| Двойник Человек-Паука разбойничает на улицах города. Примечание: момент, когда Человек-паук сталкивается с двойником, впоследствии стал интернет-мемом.                                                                                              |          |         |                                                                           |                   |             |
| 20a | 20a      | 37      | «Укус Скорпиона» «Sting of the Scorpion»                                  | январь 20, 1968   | 20          |
| Скорпион сбегает из тюрьмы и направляется к доктору Стилвеллу, чтобы принять сыворотку и вернуть себе силы. Но вместо этого он по ошибке принимает смесь из химикатов, которая делает его непобедимым до тех пор, пока не будет принято противоядие. |          |         |                                                                           |                   |             |
| 20b | 20b      | 38      | «Хитроумная измена» «Trick or Treachery»                                  | январь 20, 1968   | 20          |
| Люди-мухи вернулись и продолжают воровать, но теперь они действуют гораздо хитроумнее. |          |         |                                                                           |                   |             |

### Сезон 2 (1968—69)
| № общий | № в сезоне | Название                                                                 | Дата премьеры     | Произв. код |
| --- | ---------- | ------------------------------------------------------------------------ | ----------------- | ----------- |
| 21 | 1          | «Происхождение Человека-Паука» «The Origin of Spiderman»                 | сентябрь 14, 1968 | 21          |
| История о том, как Питер Паркер стал супер-героем. Встреча с убийцей дяди Бена.                                                    |            |                                                                          |                   |             |
| 22 | 2          | «Человек-Паук против Кингпина» «King Pinned»                             | сентябрь 21, 1968 | 22          |
| Кингпин и его бандиты похищают Дж. Дж. Джеймсона.                                                                                  |            |                                                                          |                   |             |
| 23 | 3          | «Колеблемый город» «Swing City»                                          | сентябрь 28, 1968 | 23          |
| Главный Специалист поднимает город вверх.                                                                                          |            |                                                                          |                   |             |
| 24 | 4          | «Преступники в облаках» «Criminals in the Clouds»                        | октябрь 5, 1968   | 24          |
| Мастер неба похищает игрока в бейсбол Роя Робинсона.                                                                               |            |                                                                          |                   |             |
| 25 | 5          | «Путешествие к центру Земли» «Menace from the Bottom of the World»       | октябрь 12, 1968  | 25          |
| Человек-Паук расследует дело о провалившемся под землю банке.                                                                      |            |                                                                          |                   |             |
| 26 | 6          | «Алмазная пыль» «Diamond Dust»                                           | октябрь 19, 1968  | 26          |
| Люди в костюмах обезьян воруют алмазы.                                                                                             |            |                                                                          |                   |             |
| 27 | 7          | «Человек-Паук против подземных мутантов» «Spiderman Battles the Molemen» | октябрь 26, 1968  | 27          |
| Паучок снова расследует дело о банке.                                                                                              |            |                                                                          |                   |             |
| 28 | 8          | «Фантом из глубины времени» «Phantom from the Depths of Time»            | ноябрь 2, 1968    | 28          |
| Человек-Паук и неизвестный злодей.                                                                                                 |            |                                                                          |                   |             |
| 29 | 9          | «Злой колдун» «The Evil Sorcerer»                                        | ноябрь 9, 1968    | 29          |
| Из глубины времени просыпается колдун Котеп «Красный волшебник».Чтобы его уничтожить, герой должен отобрать его волшебный скипетр. |            |                                                                          |                   |             |
| 30 | 10         | «Лоза» «Vine»                                                            | ноябрь 16, 1968   | 30          |
| Растение-монстр атакует Нью-Йорк. Весь город в панике.                                                                             |            |                                                                          |                   |             |
| 31 | 11         | «Пардо представляет» «Pardo Presents»                                    | ноябрь 23, 1968   | 31          |
| Пардо и его фокусы. |            |                                                                          |                   |             |
| 32 | 12         | «Небесный город золота» «Cloud City of Gold»                             | ноябрь 30, 1968   | 32          |
| Человек-Паук отправляется в Южную Америку.                                                                                         |            |                                                                          |                   |             |
| 33 | 13         | «Конический нос Нептуна» «Neptune's Nose Cone»                           | декабрь 7, 1968   | 33          |
| П. Паркер и Пенни отправляются на поиски ракеты.                                                                                   |            |                                                                          |                   |             |
| 34 | 14         | «Дом» «Home»                                                             | декабрь 14, 1968  | 34          |
| Человек-паук и Люди-Пауки. |            |                                                                          |                   |             |
| 35 | 15         | «Клякса» «Blotto»                                                        | декабрь 21, 1968  | 35          |
| Гигантская клякса, поедающая всё неживое.                                                                                          |            |                                                                          |                   |             |
| 36 | 16         | «Раскаты грома» «Thunder Rumble»                                         | декабрь 28, 1968  | 36          |
| Огромный викинг из далёкой планеты гуляет по городу.                                                                               |            |                                                                          |                   |             |
| 37 | 17         | «Человек-паук встречает Небесного мальчика» «Spiderman Meets Skyboy»     | январь 4, 1969    | 37          |
| Появление Небесного мальчика. |            |                                                                          |                   |             |
| 38 | 18         | «Холодильник» «Cold Storage»                                             | январь 11, 1969   | 38          |
| Грабители, обманув Человека-Паука, бросают героя в холодильник.                                                                    |            |                                                                          |                   |             |
| 39 | 19         | «Чтобы Сажать в клетку Паука» «To Cage a Spider»                         | январь 18, 1969   | 39          |
| Человек-Паук гонится за бандитами. Неожиданно те кидают в него бомбу. Герой падает и теряет сознание.                              |            |                                                                          |                   |             |

### Сезон 3 (1970)
| № общий | № сезона | № серии | Название                                                       | Дата премьеры   | Произв. код |
| --- | -------- | ------- | -------------------------------------------------------------- | --------------- | ----------- |
| 40a | 1a       | 1       | «Крылатое нечто» «The Winged Thing»                            | март 22, 1970   | 40          |
| Новая история с участием Стервятника. После того, как Человек-паук замечает Стервятника, грабящего пентхаус миллионера, Стервятник предупреждает людей держаться подальше от улиц, а затем убегает от Человека-паука на стройплощадке. Затем он крадет ракету, которая должна была сбить его, затем он использует звуковое устройство для контроля сознания стервятников, но снова терпит поражение, когда армия стервятников оборачивается против него. Примечание: В этом эпизоде использованы кадры из двух серий первого сезона "Небо падает" и "Добыча стервятника" с участием Стервятника. |          |         |                                                                |                 |             |
| 40b | 1b       | 2       | «Рептилии Коннора» «Conner's Reptiles»                         | март 22, 1970   | 40          |
| Новая история об аллигаторе, наделенном сверхчеловеческим интеллектом в результате экспериментов доктора Коннорса, который похитил его и хочет править болотами. Аллигатор планирует давать сыворотку другим рептилиям. Человек-паук использует сыворотку, чтобы победить аллигатора. Примечание: В этом эпизоде использованы кадры из эпизода первого сезона "Где ползает ящерица". |          |         |                                                                |                 |             |
| 41a | 2a       | 3       | «Снежная катастрофа» «Trouble With Snow»                       | март 29, 1970   | 41          |
| Человек-паук борется с гигантским живым снеговиков, вызванного к жизни химическими реакциями и электрическим зарядом, который становится больше после каждого снегопада. Питера отправляют сфотографировать снеговика Дж. Джона Джеймсона. Он борется с этим, но на улице так холодно, что его паутина замерзает. Он использует медный кабель, чтобы лишить снеговика электричества и расплавить его. |          |         |                                                                |                 |             |
| 41b | 2b       | 4       | «Человек-Паук против Отчаянного» «Spider-Man vs. Desperado»    | март 29, 1970   | 41          |
| Человек-паук сражается с Отчаянным, ковбоем верхом на летающем электронном коне и использующим гипнотическое оружие для совершения ограблений банков. В конце концов Человек-паук оттаскивает его от лошади после того, как с помощью Дж. Джона Джеймсона расставил ловушку и опутал его паутиной. |          |         |                                                                |                 |             |
| 42a | 3a       | 5       | «Небесный порт» «Sky Harbor»                                   | апрель 5, 1970  | 42          |
| Барон фон Рантенравен командует Небесной гаванью, гигантской воздушной крепостью, управляемой небесными пиратами, которые используют бипланы и обездвиживающее облако пыли для захвата гигантских реактивных самолетов и авиалайнеров. Он начинает атаковать Нью-Йорк на самолетах времен Первой мировой войны. Неназванный мэр Нью-Йорка призывает Человека-паука победить эту летающую угрозу. Он обманывает их с помощью зеркала, заставляет самолет барона врезаться в один из цеппелинов, удерживающих Небесную гавань, и сбивает его. Было упомянуто, что барон фон Рантенравен и его люди находятся под стражей в полиции. |          |         |                                                                |                 |             |
| 42b | 3b       | 6       | «Главный промывщик мозгов» «The Big Brainwasher»               | апрель 5, 1970  | 42          |
| Мэри Джейн Уотсон нанимается в качестве девушки-гоу-гоу в новый ночной клуб на Таймс-сквер, где ей поручают время от времени фотографировать городских чиновников, присутствовавших на торжественном открытии клуба, что в действительности вызывает у них желание посетить заднюю комнату. Мэри Джейн приглашает Питера Паркера на свой дебют. Пока Мэри Джейн танцует, Питер раскрывает заговор с целью использования контроля сознания городских чиновников с помощью мощного устройства, созданного не кем иным, как Кингпином. Человек-паук вмешивается, но оказывается прикованным цепью в комнате, наполненной водой. Однако для дыхания он использует паутинный пузырь. Человек-паук срывает план, спасая Мэри Джейн и городских чиновников, и побеждает Кингпина и его приспешников. Примечание: Это эпизод с единственным появлением Мэри Джейн Уотсон во всей оригинальной серии о Человеке-пауке. |          |         |                                                                |                 |             |
| 43a | 4a       | 7       | «Исчезающий доктор Веспасиан» «The Vanishing Doctor Vespasian» | апрель 12, 1970 | 43          |
| Безумный ученый по имени доктор Веспасиан создает сыворотку невидимости, которую он тестирует на своем псе Бруте, прежде чем использовать ее на себе, и вынашивает гнусный план уничтожения Человека-паука, чтобы продемонстрировать свою силу городским преступникам. Однако Человек-паук побеждает невидимого Брута. Веспасиан пытается украсть драгоценности из банка, но терпит поражение, когда Человек-паук роняет на него несколько видов мороженого. |          |         |                                                                |                 |             |
| 43b | 4b       | 8       | «Плеть из шарфа» «The Scourge of the Scarf»                    | апрель 12, 1970 | 43          |
| Работая со своей бандой, вор, известный как Шарф, использует несколько изобретательных приемов с иллюзиями, чтобы грабить богатых людей Нью-Йорка. Затем они пытаются ограбить музей с помощью веселящего газа и сбежать через мусоропровод, но Человек-паук предупредил полицию, которая увидела мусоропровод и смогла поймать банду, поскольку Человек-паук одновременно побеждает Шарф. |          |         |                                                                |                 |             |
| 44a | 5a       | 9       | «Сверх-Свами» «Super Swami»                                    | апрель 19, 1970 | 44          |
| Злой Свами использует иллюзии, чтобы создать хаос в городе, например, заставить мост, по-видимому, исчезнуть с помощью массового гипноза или вызвать снежную бурю простым дуновением. Каким-то образом Человек-паук оказывается в своем хрустальном шаре. Однако он убегает и видит сухой лед, который, как он понимает, вызвал снежную бурю. Наконец он встречает Свами, который пытается застрелить его. Он попадает в плен к Человеку-пауку, который разоблачает его как мошенника, сбрасывает в реку и арестовывает полицией. |          |         |                                                                |                 |             |
| 44b | 5b       | 10      | «Явление микроскопического человека» «The Birth of Micro Man»  | апрель 19, 1970 | 44          |
| Безумный ученый по имени профессор Преториус сбегает из тюрьмы и замышляет широкомасштабные разрушения с помощью ядерного оружия, которое он называет "Машиной грядущего Царства". Скрываясь от полиции, злодей подвозит Питера Паркера, который возвращается домой с вечеринки в колледже. Но после того, как Питер высадил ученого на дороге возле его лаборатории, он слышит в новостях сообщение о том, что Преториус - сбежавший преступник и что его видели с "молодым сообщником". Понимая, что он тоже объявлен в розыск, Питер переодевается в Человека-паука, прежде чем вернуться в лабораторию, чтобы сразиться с Преториусом. Одна из проблем, с которой сталкивается Человек-паук, пытаясь помешать его планам, заключается в том, что у Преториуса также есть способ уменьшаться в размерах, и Человеку-пауку приходится пройти тот же процесс, чтобы сразиться с ним. За ним гонится кошка, но он убегает через дыру и находит Преториуса с миниатюрным атомным зарядом. Человек-паук заканчивает тем, что использует воду для охлаждения машины Kingdom Come, ломая ее, прежде чем доставить профессора Преториуса в полицию и очистить имя Питера. |          |         |                                                                |                 |             |
| 45a | 6a       | 11      | «Рыцарь должен пасть» «Knight Must Fall»                       | апрель 26, 1970 | 45          |
| Человеку-пауку предстоит сразиться лицом к лицу с сэром Галахадом, злодейским рыцарем на мотоцикле с заряженным копьем, который пустился в криминальную авантюру, избегая при этом плохой прессы со стороны Дж. Джона Джеймсона. Галахад сначала останавливает ограбление, а затем забирает деньги сам. Человек-паук побеждает его на рыцарском турнире, когда он пытается украсть меч, принадлежавший королю Артуру, сбивая его с ног на набережной. |          |         |                                                                |                 |             |
| 45b | 6b       | 12      | «Блуждающий Доктор Дампти» «The Devious Dr. Dumpty»            | апрель 26, 1970 | 45          |
| Человек-паук сражается с доктором Хампердинком Болтаем, преступником в духе Фальстафа, который использует устройства в стиле воздушных шаров, на городском параде, когда они грабят актрису. Однако они убегают на воздушном шаре и сбивают Человека-паука с ног. Хотя Человек-паук спасается, приземлившись на гигантском воздушном шаре по своему подобию. Позже он захватывает их, когда они пытаются ограбить званый вечер, используя веселящий газ. |          |         |                                                                |                 |             |
| 46 | 7        | 13      | «Возникший ниоткуда» «Up from Nowhere»                         | май 3, 1970     | 46          |
| Доктор Атлант из легендарной Атлантиды нападает на Нью-Йорк. Армия не в состоянии остановить его, и он использует передовые технологии, чтобы накрыть Манхэттен гигантским куполом и погрузить его под воду в рамках плана помочь атлантам вторгнуться, и только Человек-паук может остановить его. Человека-паука забирают внутрь их подводной лодки. Однако он обманывает доктора Атлантина, заставляя его выстрелить в панель, в результате чего город снова оживает, несмотря на угрозу взорвать купол, и опутывает доктора Атлантина паутиной. Мэр Нью-Йорка просит Человека-паука помочь ему переизбраться. Примечание: В этом эпизоде использованы элементы из "Города качелей" и доктор Атлантиан изображен как перерисованная версия специалиста по радиации. |          |         |                                                                |                 |             |
| 47 | 8        | 13      | «Растительный монстр» «Rollarama»                              | май 10, 1970    | 47          |
| Когда городу и прилегающему к нему ракетному полигону угрожают гигантские катящиеся стручки семян из другого измерения, Питер Паркер входит в таинственный портал к месту их происхождения, чтобы найти способ остановить их. Он был сбит с ног большим существом и захвачен в плен обществом голубых гигантов. Они показывают, что их мир становится слишком холодным для них. Он оказывается мишенью другого сообщества разумных растений, которые поддерживают прохладу окружающей среды с помощью устройства, работающего на радии. Он берет радий, заставляя растения увядать, затем использует радий, чтобы уничтожить скатывающиеся стручки. Примечание: Этот эпизод является ремейком серии "Лоза" с некоторыми отличиями. |          |         |                                                                |                 |             |
| 48a | 9a       | 13      | «Носорог» «Rhino»                                              | май 17, 1970    | 48          |
| Носорог планирует сделать еще одну золотую статую самого себя. Носорог атакует последнюю партию золота, несмотря на торпеды, но Человек-паук захватывает его, когда он пытается сбежать через канализацию. Примечание: В этом эпизоде использованы кадры из двух серий первого сезона "Рог носорога" и "Золотой носорог". |          |         |                                                                |                 |             |
| 48b | 9b       | 14      | «Безумие Мистерио» «The Madness of Mysterio»                   | май 17, 1970    | 48          |
| Мистерио обманывает Человека-паука, заставляя его думать, что он уменьшился до шести дюймов в высоту, и заманивает его в ловушку в заброшенном парке развлечений после угрозы уничтожить город. Он вырубает Человека-паука и использует постгипнотическое внушение, чтобы заставить Человека-паука думать, что Мистерио - гигант. Человек-паук реализует свой замысел, находит Мистерио во время прыжка с парашютом и опутывает его паутиной. Примечание: Мистерио не в своей обычной одежде, и его гражданская внешность изображена с рыжими волосами, очками и зеленой кожей. |          |         |                                                                |                 |             |
| 49 | 10       | 15      | «Бунт в пятом измерении» «Revolt in the Fifth Dimension»       | май 24, 1970    | 49          |
| Инопланетный ученый спасается от уничтожения Инфинатой своей родной планеты Горт, собрав знания обо всей планете, сжатые в шар размером с ладонь. Спасаясь на космическом корабле, ученый направляется на Землю. После того, как Человек-паук ловит корабль в свои руки, крошечный инопланетный ученый общается с ним с помощью ментальной телепатии. Отдав Человеку-пауку Библиотечный шар, инопланетянин умирает. Человек-паук, осознавая опасность для нашей галактики, решает передать библиотеку правительственным органам. Однако Инфината переносит Человека-паука в Пятое измерение, где его допрашивают о местонахождении библиотеки. Человек-паук убегает, но его быстро снова захватывают. Человек-паук предпринимает последнюю попытку дать отпор, затем он раскрывает секрет Инфинаты. Только страх делает Инфинату могущественной, а Деменция номер Пять - это иллюзия. Человек-паук закрывает глаза и покидает Пятое измерение. Примечание 1: Семиминутный отснятый материал взят непосредственно из эпизода "Слабоумие номер пять" сериала "Ракета Робин Гуд". История просто заменяет Человека-паука персонажами Ракеты Робин Гуд; обратите внимание, что все остальные персонажи и предыстория, а также сюжет и большая часть диалогов полностью взяты из "Слабоумия номер пять". Примечание 2: ABC никогда не транслировала "Восстание в пятом измерении" до конца третьего сезона, возможно, из-за частых смертей, пространственной жути и великолепной психоделии в этом эпизоде. Вместо него ABC выпустила в эфир "Жало скорпиона/Хитрость или предательство". |          |         |                                                                |                 |             |
| 50 | 11       | 16      | «Специалисты и рабы» «Specialists and Slaves»                  | май 31, 1970    | 50          |
| Специалист по радиации был освобожден из тюрьмы. Он вырубает охрану у ядерного реактора и проникает внутрь. Он выманивает Человека-паука из города с помощью автомобиля-робота, который включает микрофон, заставляя Человека-паука думать, что кого-то похищают. Специалист снова левитирует на остров Манхэттен и использует другую форму излучения, чтобы взять под контроль большинство умов города, за исключением нескольких сильных умов и нескольких криминальных умов. Человека-паука арестовывают, но капитан Стейси, которая смогла освободиться от контроля разума, препятствует тому, чтобы Специалист был проинформирован. Однако некоторые преступники пытаются сбежать, используя Стейси в качестве заложницы. Человек-паук спасает Стейси, а затем побеждает Специалиста. Примечание: В этом эпизоде повторно использованы кадры из двух серий второго сезона "Город качелей" и "Посадить паука в клетку". |          |         |                                                                |                 |             |
| 51 | 12       | 17      | «Вниз к Земле» «Down to Earth»                                 | июнь 7, 1970    | 51          |
| Метеорит падает на остров. Паркер и Оса разбивают свой самолет во время шторма. Туземцы пытаются сбросить Осу и метеорит в вулкан. Человек-паук пытается остановить это с помощью паутины, и выясняется, что в метеорите находится космический корабль. Примечание: Здесь использованы кадры из эпизода второго сезона "Носовой конус Нептуна". |          |         |                                                                |                 |             |
| 52 | 13       | 18      | «Путешествие в Завтра» «Trip to Tomorrow»                      | июнь 14, 1970   | 52          |
| В этой серии показано, как Человек-паук, упав в товарный вагон, рассказывает истории о своих приключениях мальчику, который убегает в Поданк и хочет стать супергероем. Услышав об опасности, мальчик выходит из вагона, когда поезд начинает отходить, говоря, что его мать даже не позволит ему перейти улицу. Когда он уходит, Человек-паук смеется. Примечание: В этом эпизоде использованы кадры из эпизода первого сезона "Возвращение летучего голландца" и двух эпизодов второго сезона "Грохот грома" и "Злой колдун". |          |         |                                                                |                 |             |